# Doxa Katōkopias
Il Doxa Katōkopias (in greco Δόξα Κατωκοπιάς) è una società calcistica cipriota con sede nella città di Katokopia. Dopo l'occupazione turca nel Nord di Cipro, si è spostata nella città di Peristerona. Milita nella B' Katīgoria, la seconda divisione del campionato cipriota.

## Storia
Il Doxa (che significa gloria) è stato fondato nel 1954.
Ha conquistato la prima promozione alla massima serie nel 1997-1998. La sua stagione d'esordio (1998-1999) fu avara di soddisfazioni ed alla fine il tredicesimo posto (su 14) valse l'immediata retrocessione, che fu comunque seguita da una nuova promozione. Forte dell'esperienza maturata nella prima stagione, nel 2000-2001 il Doxa conquistò la salvezza, piazzandosi al decimo posto. Retrocesse l'anno successivo; piazzandosi secondo nella stagione seguente di seconda divisione, ritornò in massima serie. La stagione 2003-2004 fu molto negativa: con 1 sola vittoria e 4 pareggi in 26 incontri fu impossibile evitare l'ultima posizione e la retrocessione. Risalì al massimo livello nel 2006-2007 (3° in B Kategoria) e nel 2007-2008 conquistò la salvezza. Nella stagione 2008-2009 arrivò il miglior risultato della storia del Doxa, l'ottavo posto.

## Palmarès

### Altri piazzamenti
- Coppa di Cipro:

Semifinalista: 2013-2014, 2016-2017
- B' Katīgoria:

Secondo posto: 1997-1998, 2002-2003, 2011-2012
Terzo posto: 1999-2000, 2006-2007

## Organico

### Rosa 2023-2024
Aggiornata al 17 aprile 2024.
| N. |                               | Ruolo | Calciatore               |
| -- | ----------------------------- | ----- | ------------------------ |
| 1  | Macedonia del Nord (bandiera) | P     | Damjan Šiškovski         |
| 2  | Serbia (bandiera)             | D     | Aleksandar Pantić        |
| 4  | Cipro (bandiera)              | D     | Valentinos Sielīs        |
| 6  | Portogallo (bandiera)         | C     | Gilson Costa             |
| 8  | Capo Verde (bandiera)         | C     | Kévin Oliveira           |
| 9  | Finlandia (bandiera)          | A     | Berat Sadik (capitano)   |
| 10 | Inghilterra (bandiera)        | C     | Adil Nabi                |
| 11 | Brasile (bandiera)            | A     | Luís Carlos              |
| 12 | Cipro (bandiera)              | D     | Andreas Michael          |
| 17 | Ghana (bandiera)              | C     | Benjamin Asamoah         |
| 18 | Gabon (bandiera)              | C     | Frédéric Bulot           |
| 19 | Cipro (bandiera)              | C     | Constantinos Michaelides |

| N. |                               | Ruolo | Calciatore              |
| -- | ----------------------------- | ----- | ----------------------- |
| 20 | Cipro (bandiera)              | C     | Alexandros Fasouliotis  |
| 21 | Portogallo (bandiera)         | A     | Carlitos                |
| 24 | Macedonia del Nord (bandiera) | C     | Duško Trajčevski        |
| 26 | Cipro (bandiera)              | D     | Zacharias Adoni         |
| 31 | Cipro (bandiera)              | P     | Andreas Paraskevas      |
| 40 | Cipro (bandiera)              | D     | Charalampos Kyriakou    |
| 70 | Guinea-Bissau (bandiera)      | A     | Mesca                   |
| 77 | Cipro (bandiera)              | D     | Kōnstantinos Mintikkīs  |
| 83 | Cipro (bandiera)              | P     | Friderikos Constantinou |
| 88 | Ghana (bandiera)              | A     | Ernest Asante           |
| 93 | Cipro (bandiera)              | C     | Martinos Christofi      |
| 98 | Portogallo (bandiera)         | A     | Kikas                   |

### Rosa delle stagioni precedenti
- 2014-2015